# توبی لی
لی چینگ بان (چینی سنتی: 李程彬; پین‌یین: Lǐ Chéngbīn؛ زادهٔ ۲۲ نوامبر ۱۹۸۷) که با نام هنری توبی لی (انگلیسی: Toby Lee) یا لی چنگ‌بین (انگلیسی: Li Chengbin) شناخته می‌شود، بازیگر و مدل اهل تایوان است. او حرفه خود را در سال ۲۰۱۱ به عنوان مدل آغاز کرد و در تعدادی موزیک ویدئو حضور پیدا کرد. او به خاطر ایفای نقش در فیلم سول‌میت (۲۰۱۶) شناخته می‌شود.